# Gregory Olsen
Gregory Hammond "Greg" Olsen (Nova Iorque, 20 de abril de 1945) é um empreendedor e cientista norte-americano, terceiro turista espacial da história ao ir ao espaço em outubro de 2005, a bordo da Soyuz TMA-7, após seu compatriota Dennis Tito, (2001) e do sul-africano Mark Shuttleworth, (2002).
Dono de uma empresa de desenvolvimento de material óptico-eletrônico e de câmeras de infravermelho, da qual a NASA é cliente, Greg Olsen realizou seu vôo pela empresa Space Adventures, que através de um acordo comercial com a direção do programa espacial russo, leva turistas ao espaço pelo preço estimado em U$20 milhões, após um programa de treinamento e avaliação física dos candidatos na Cidade das Estrelas, local de treinamento dos cosmonautas russos.
Olsen subiu ao espaço em 3 de outubro de 2005 com a missão russa Soyuz TMA-7, para uma estadia de uma semana na ISS (Estação Espacial Internacional), durante a qual, além de apreciar a viagem para fora da atmosfera terrestre e a sensação de gravidade zero, realizou diversas experiências e estudos de astronomia.
O Dr. Olsen  realiza diversas palestras através dos Estados Unidos para encorajar crianças – principalmente as meninas e as crianças das minorias étnicas – a estudarem para seguir carreira em ciências e engenharia.